# 徳之島町立井之川中学校
徳之島町立井之川中学校（とくのしまちょうりつ いのかわちゅうがっこう）は、鹿児島県大島郡徳之島町にある町立中学校。

## 概要
徳之島の最高峰である井之川岳の裾野に位置している。学校の東側には海が広がる。2011年4月現在の生徒数は41名。

## 沿革
- 1961年 - 徳之島町立亀津中学校井之川分校が徳之島町立井之川中学校に昇格。

## 部活動
- 野球部
- 女子バレー部

## 教育方針
自ら進んで学び、考え、行動する、人間性豊かな生徒を育成する  。

## 卒業後の進路
卒業後は町内の鹿児島県立徳之島高等学校や私立の樟南第二高等学校に進学する生徒が多い。